# Моинци
Мо̀инци (на сръбски: Мојинци или Mojinci) е село в Западните покрайнини, община Цариброд, Пиротски окръг, Сърбия.

## География
Село Моинци се намира в района, известен като Забърдие (Забърге), на 14 километра североизточно от Димитровград (Цариброд). Разположено е в подножието на планината Видлич, недалеч от Забърдската река.

## История
Моинци се споменава в османо-турски документи от втората половина на 15 век. По това време то е част от казата Шехиркьой (Пирот). По време на кратката сръбска окупация през първата половина на 1878 година спада към Височкия срез на Пиротски окръг. В Княжество България селото е част от Царибродска околия, Трънски окръг и е включено в община Смиловци.
От ноември 1920 година до април 1941 година и от 1944 година Моинци е в състава на Сърбия (Кралство на сърби, хървати и словенци, Югославия).

## Население
Населението на Моинци е предимно българско. Според преброяванията то се разпределя по следния начин:
- 1900 г. – 219 д.
- 1905 г. – 214 д.
- 1921 г. – 256 д.
- 1948 г. – 273 д.
- 1953 г. – 242 д.
- 1961 г. – 209 д.
- 1971 г. – 143 д.
- 1981 г. – 82 д.
- 1991 г. – 46 д.
- 2002 г. – 34 д.
- 2011 г. – 24 д.

## Личности
Родени в Моинци
- Манол Йотов - деец на нелегалното движение на българите от Западните покрайнинии